# Łoniów (gmina)
Łoniów – gmina wiejska w województwie świętokrzyskim, w powiecie sandomierskim. W latach 1975–1998 gmina położona była w województwie tarnobrzeskim.
Siedziba gminy to Łoniów.
Według danych z 31 grudnia 2017 roku gminę zamieszkiwały 7552 osoby.

## Struktura powierzchni
Według danych z lat 1995–2005 gmina Łoniów ma obszar 86,99 km². W ciągu tego okresu zmniejszył się procentowy udział użytków rolniczych (z 74,2% w '95 do 69,7% w '05, przy czym zwiększył się on w stosunku do roku '04 z 63,5%), na rzecz zwiększenia się areału lasów (z 16,7% w '95 do 18,4% w '05, przy czym zmniejszył się on w stosunku do lat '96 do '98 z 14,9%) oraz nieużytków (z 9,1% w '95 do 11,9% w '05, przy czym zmniejszył się on w stosunku do roku '04 z 20,4%). Niska opłacalność/dochodowość z areału użytków rolnych wymusiła na rolnikach/farmerach działania na rzecz odłogowania oraz zadrzewiania znacznych połaci swoich gospodarstw; trendu tego nie powstrzymały dopłaty bezpośrednie z UE, bowiem znaczna część z nich przebranżowiła się. Zwykło się uważać, że gmina Łoniów jest typową gminą sadowniczą jednak z rozkładu użytków rolnych wynika, że sady stanowią niewielki odsetek w granicach areału gminy od 4,5% w '95 do 7,5% w '05; przy czym zanotowano najniższy wskaźnik 3,9% w '96 oraz najwyższy w latach '03 do '04 w przedziale 23,4–25,3% (zastanawiającym jest co się stało ze wzrostem 25,3% przy spadku do poziomu 7,5%). Grunty orne stanowią największy odsetek w działalności rolniczej; przy czym łąki mają większy procentowy udział w niej niż sady, tj. w granicach z lat '95 do '05 z 12,7% do 15,5%; a odsetek ten jest jeszcze większy, gdy zsumuje się łąki i pastwiska. Dlatego twierdzenie, że gmina Łoniów jest typową gminą sadowniczą jest błędne, gdyż odsetek działalności sadowniczej jest niewielki, większy stanowią lasy i nieużytki; przy pominięciu wewnętrznego rozkładu użytków rolniczych, w których prym wiodą grunty orne.

| WYSZCZEGÓLNIENIE | WYSZCZEGÓLNIENIE | WYSZCZEGÓLNIENIE               | WYSZCZEGÓLNIENIE               | WYSZCZEGÓLNIENIE               | J. m.            | STRUKTURA POWIERZCHNI (w latach według rodzaju rolniczej działalności) | STRUKTURA POWIERZCHNI (w latach według rodzaju rolniczej działalności) | STRUKTURA POWIERZCHNI (w latach według rodzaju rolniczej działalności) | STRUKTURA POWIERZCHNI (w latach według rodzaju rolniczej działalności) | STRUKTURA POWIERZCHNI (w latach według rodzaju rolniczej działalności) | STRUKTURA POWIERZCHNI (w latach według rodzaju rolniczej działalności) | STRUKTURA POWIERZCHNI (w latach według rodzaju rolniczej działalności) | STRUKTURA POWIERZCHNI (w latach według rodzaju rolniczej działalności) | STRUKTURA POWIERZCHNI (w latach według rodzaju rolniczej działalności) | STRUKTURA POWIERZCHNI (w latach według rodzaju rolniczej działalności) | STRUKTURA POWIERZCHNI (w latach według rodzaju rolniczej działalności) |
| WYSZCZEGÓLNIENIE | WYSZCZEGÓLNIENIE | WYSZCZEGÓLNIENIE               | WYSZCZEGÓLNIENIE               | WYSZCZEGÓLNIENIE               | J. m.            | 1995                                                                   | 1996                                                                   | 1997                                                                   | 1998                                                                   | 1999                                                                   | 2000                                                                   | 2001                                                                   | 2002                                                                   | 2003                                                                   | 2004                                                                   | 2005                                                                   |
| ---------------- | ---------------- | ------------------------------ | ------------------------------ | ------------------------------ | ---------------- | ---------------------------------------------------------------------- | ---------------------------------------------------------------------- | ---------------------------------------------------------------------- | ---------------------------------------------------------------------- | ---------------------------------------------------------------------- | ---------------------------------------------------------------------- | ---------------------------------------------------------------------- | ---------------------------------------------------------------------- | ---------------------------------------------------------------------- | ---------------------------------------------------------------------- | ---------------------------------------------------------------------- |
| I.               | OGÓŁEM           | OGÓŁEM                         | OGÓŁEM                         | OGÓŁEM                         | ha               | 8 699                                                                  | 8 699                                                                  | 8 699                                                                  | 8 699                                                                  | 8 699                                                                  | 8 699                                                                  | 8 699                                                                  | 8 699                                                                  | 8 699                                                                  | 8 699                                                                  | 8 699                                                                  |
| I.               | OGÓŁEM           | OGÓŁEM                         | OGÓŁEM                         | OGÓŁEM                         | %                | 100                                                                    | 100                                                                    | 100                                                                    | 100                                                                    | 100                                                                    | 100                                                                    | 100                                                                    | 100                                                                    | 100                                                                    | 100                                                                    | 100                                                                    |
| II.              | UŻYTKI ROLNE     | UŻYTKI ROLNE                   | UŻYTKI ROLNE                   | UŻYTKI ROLNE                   | UŻYTKI ROLNE     | UŻYTKI ROLNE                                                           | UŻYTKI ROLNE                                                           | UŻYTKI ROLNE                                                           | UŻYTKI ROLNE                                                           | UŻYTKI ROLNE                                                           | UŻYTKI ROLNE                                                           | UŻYTKI ROLNE                                                           | UŻYTKI ROLNE                                                           | UŻYTKI ROLNE                                                           | UŻYTKI ROLNE                                                           | UŻYTKI ROLNE                                                           |
| II.              | 1.               | Powierzchnia użyt- ków rolnych | Powierzchnia użyt- ków rolnych | Powierzchnia użyt- ków rolnych | ha               | 6 450                                                                  | 6 208                                                                  | 6 208                                                                  | 6 208                                                                  | 6 008                                                                  | 6 049                                                                  | 6 006                                                                  | 6 006                                                                  | 5 971                                                                  | 5 526                                                                  | 6 059                                                                  |
| II.              | 1.               | Powierzchnia użyt- ków rolnych | Powierzchnia użyt- ków rolnych | Powierzchnia użyt- ków rolnych | %                | 74,2                                                                   | 71,4                                                                   | 71,4                                                                   | 71,4                                                                   | 69,1                                                                   | 69,5                                                                   | 69                                                                     | 69                                                                     | 68,7                                                                   | 63,5                                                                   | 69,7                                                                   |
| II.              | 1.               | –                              | grunty orne                    | grunty orne                    | ha               | 5 091                                                                  | 5 131                                                                  | 4 131                                                                  | 4 132                                                                  | 3 931                                                                  | 4 161                                                                  | 4 119                                                                  | 4 119                                                                  | 3 564                                                                  | 3 148                                                                  | 4 305                                                                  |
| II.              | 1.               | –                              | grunty orne                    | grunty orne                    | %                | 78,9                                                                   | 82,6                                                                   | 66,5                                                                   | 66,6                                                                   | 65,4                                                                   | 68,8                                                                   | 68,6                                                                   | 68,6                                                                   | 59,7                                                                   | 57                                                                     | 71                                                                     |
| II.              | 1.               | –                              | sady                           | sady                           | ha               | 287                                                                    | 243                                                                    | 443                                                                    | 442                                                                    | 442                                                                    | 382                                                                    | 382                                                                    | 382                                                                    | 1 397                                                                  | 1 398                                                                  | 453                                                                    |
| II.              | 1.               | –                              | sady                           | sady                           | %                | 4,5                                                                    | 3,9                                                                    | 7,1                                                                    | 7,1                                                                    | 7,4                                                                    | 6,3                                                                    | 6,4                                                                    | 6,4                                                                    | 23,4                                                                   | 25,3                                                                   | 7,5                                                                    |
| II.              | 1.               | –                              | łąki                           | łąki                           | ha               | 819                                                                    | 594                                                                    | 1 394                                                                  | 1 394                                                                  | 1 395                                                                  | 1 189                                                                  | 1 190                                                                  | 1 190                                                                  | 890                                                                    | 860                                                                    | 939                                                                    |
| II.              | 1.               | –                              | łąki                           | łąki                           | %                | 12,7                                                                   | 9,6                                                                    | 22,5                                                                   | 22,4                                                                   | 23,2                                                                   | 19,7                                                                   | 19,8                                                                   | 19,8                                                                   | 14,9                                                                   | 15,5                                                                   | 15,5                                                                   |
| II.              | 1.               | –                              | pastwiska                      | pastwiska                      | ha               | 253                                                                    | 240                                                                    | 240                                                                    | 240                                                                    | 240                                                                    | 317                                                                    | 315                                                                    | 315                                                                    | 120                                                                    | 120                                                                    | 362                                                                    |
| II.              | 1.               | –                              | pastwiska                      | pastwiska                      | %                | 3,9                                                                    | 3,9                                                                    | 3,9                                                                    | 3,9                                                                    | 4                                                                      | 5,2                                                                    | 5,2                                                                    | 5,2                                                                    | 2                                                                      | 2,2                                                                    | 6                                                                      |
| II.              | LASY             | LASY                           | LASY                           | LASY                           | LASY             | LASY                                                                   | LASY                                                                   | LASY                                                                   | LASY                                                                   | LASY                                                                   | LASY                                                                   | LASY                                                                   | LASY                                                                   | LASY                                                                   | LASY                                                                   | LASY                                                                   |
| II.              | 1.               | Lasy i grunty leśne            | Lasy i grunty leśne            | Lasy i grunty leśne            | ha               | 1 455                                                                  | 1 298                                                                  | 1 298                                                                  | 1 298                                                                  | 1 318                                                                  | 1 453                                                                  | 1 553                                                                  | 1 553                                                                  | 1 568                                                                  | 1 402                                                                  | 1 602                                                                  |
| II.              | 1.               | Lasy i grunty leśne            | Lasy i grunty leśne            | Lasy i grunty leśne            | %                | 16,7                                                                   | 14,9                                                                   | 14,9                                                                   | 14,9                                                                   | 15,1                                                                   | 16,7                                                                   | 17,9                                                                   | 17,9                                                                   | 18                                                                     | 16,1                                                                   | 18,4                                                                   |
| III.             | POZOSTAŁE GRUNTY | POZOSTAŁE GRUNTY               | POZOSTAŁE GRUNTY               | POZOSTAŁE GRUNTY               | POZOSTAŁE GRUNTY | POZOSTAŁE GRUNTY                                                       | POZOSTAŁE GRUNTY                                                       | POZOSTAŁE GRUNTY                                                       | POZOSTAŁE GRUNTY                                                       | POZOSTAŁE GRUNTY                                                       | POZOSTAŁE GRUNTY                                                       | POZOSTAŁE GRUNTY                                                       | POZOSTAŁE GRUNTY                                                       | POZOSTAŁE GRUNTY                                                       | POZOSTAŁE GRUNTY                                                       | POZOSTAŁE GRUNTY                                                       |
| III.             | 1.               | Pozostałe grunty i nieużytki   | Pozostałe grunty i nieużytki   | Pozostałe grunty i nieużytki   | ha               | 794                                                                    | 1 193                                                                  | 1 193                                                                  | 1 193                                                                  | 1 373                                                                  | 1 197                                                                  | 1 140                                                                  | 1 140                                                                  | 1 160                                                                  | 1 771                                                                  | 1 038                                                                  |
| III.             | 1.               | Pozostałe grunty i nieużytki   | Pozostałe grunty i nieużytki   | Pozostałe grunty i nieużytki   | %                | 9,1                                                                    | 13,7                                                                   | 13,7                                                                   | 13,7                                                                   | 15,8                                                                   | 13,8                                                                   | 13,1                                                                   | 13,1                                                                   | 13,3                                                                   | 20,4                                                                   | 11,9                                                                   |

Gmina stanowi 12,87 proc. powierzchni powiatu.

## Demografia

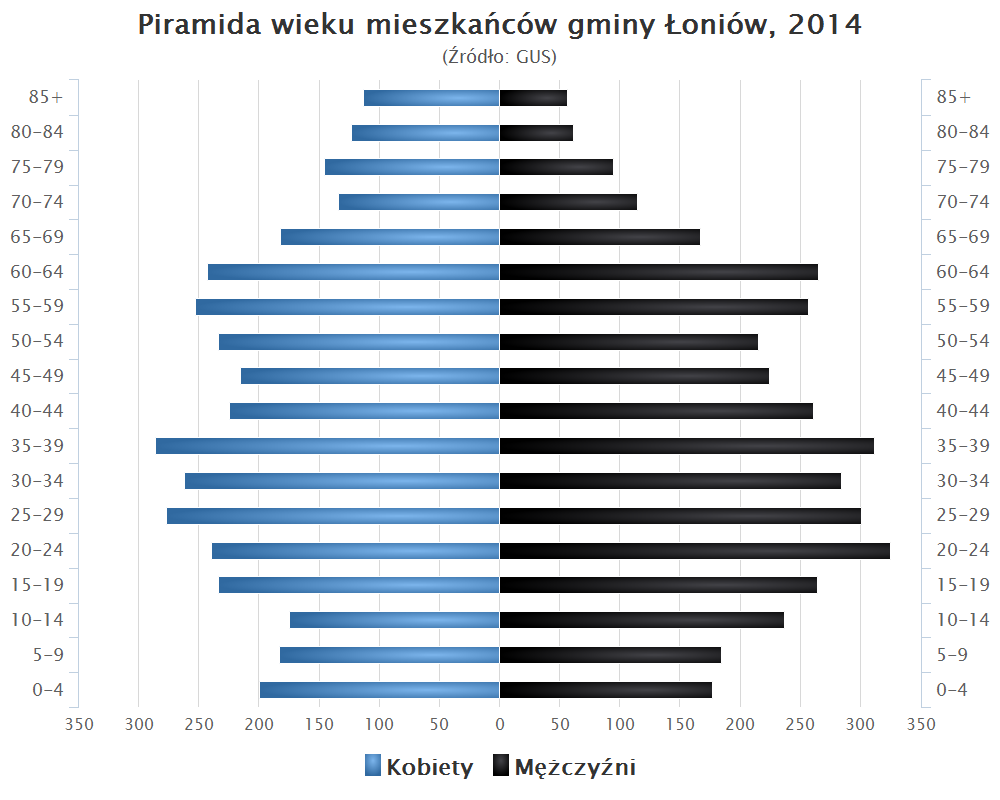
Piramida wieku mieszkańców gminy Łoniów w 2014 roku

Liczba ludności (dane z 31 grudnia 2010):
|        | Ogółem | Ogółem | Kobiety | Kobiety | Mężczyźni | Mężczyźni |
| osób   | %      | osób   | %       | osób    | %         |           |
| ------ | ------ | ------ | ------- | ------- | --------- | --------- |
| Ogółem | 7473   | 100    | 3702    | 49,54   | 3771      | 50,46     |
| Miasto | 0      | 0      | 0       | 0       | 0         | 0         |
| Wieś   | 7473   | 100    | 3702    | 49,54   | 3771      | 50,46     |

▶Wieś vs ▶miasto
Ogółem (▶k, ▶m)
Wieś (▶k, ▶m)
Struktura demograficzna gminy Łoniów po reaktywacji państwa polskiego (tj. po I wojnie światowej) – nie była organizmem jednolitym narodowościowo, odbiegając znacząco od unifikacji etnicznej do jej różnorodność wyznaniowej włącznie. Obecnie większość tych miejscowości (z ich ludnością) stanowi integralną część gminy Łoniów, z kolei niewielka jej część przynależy do gminy Osiek, Klimontów i Koprzywnica. Poniżej struktura demograficzna na podstawie pierwszego spisu powszechnego ludności z 30 września 1921 roku.

| Lp. | M i a s t a, G m i n y, Miejscowości | Charakter miejscowości | Budynki                          | Budynki              | Ludność obecna w dniu 30 września 1921 r. (bez objętej spisem wojskowym) |            |          |                              |                             |                                |                             |                             |                             |                   |                   |                   |                   |                   |
| Lp. | M i a s t a, G m i n y, Miejscowości | Charakter miejscowości | z prze- znacze- nia miesz- kalne | inne za- miesz- kałe | Ogó- łem                                                                 | Męż- czyzn | Ko- biet | W tej liczbie było wyznania  | W tej liczbie było wyznania | W tej liczbie było wyznania    | W tej liczbie było wyznania | W tej liczbie było wyznania | W tej liczbie było wyznania | Podało narodowość | Podało narodowość | Podało narodowość | Podało narodowość | Podało narodowość |
| Lp. | M i a s t a, G m i n y, Miejscowości | Charakter miejscowości | z prze- znacze- nia miesz- kalne | inne za- miesz- kałe | Ogó- łem                                                                 | Męż- czyzn | Ko- biet | rzym- sko- -kato- licki- ego | ewan- gelic- kiego          | inne- go chrze- ścijań- skiego | moj- żeszo- wego            | in- ne- go                  | nie- wia- do- me- go        | pol- ską          | nie- miec- ką     | ży- dow- ską      | in- ną            | nie- wia- do- mą  |
| 1   | 2                                    | 3                      | 4                                | 5                    | 6                                                                        | 7          | 8        | 9                            | 10                          | 11                             | 12                          | 13                          | 14                          | 15                | 16                | 17                | 18                | 19                |
| --- | ------------------------------------ | ---------------------- | -------------------------------- | -------------------- | ------------------------------------------------------------------------ | ---------- | -------- | ---------------------------- | --------------------------- | ------------------------------ | --------------------------- | --------------------------- | --------------------------- | ----------------- | ----------------- | ----------------- | ----------------- | ----------------- |
| –   | Gm. Łoniów                           | –                      | 930                              | –                    | 6 335                                                                    | 3 046      | 3 289    | 6 199                        | –                           | –                              | 136                         | –                           | –                           | 6 304             | –                 | 31                | –                 | –                 |
| 1.  | Antoniówka                           | kolonja                | 13                               | –                    | 85                                                                       | 46         | 39       | 85                           | –                           | –                              | –                           | –                           | –                           | 85                | –                 | –                 | –                 | –                 |
| 2.  | Bazów                                | folwark                | 5                                | –                    | 72                                                                       | 39         | 33       | 72                           | –                           | –                              | –                           | –                           | –                           | 72                | –                 | –                 | –                 | –                 |
| 3.  | Bazów                                | wieś                   | 15                               | –                    | 92                                                                       | 43         | 49       | 76                           | –                           | –                              | 16                          | –                           | –                           | 92                | –                 | –                 | –                 | –                 |
| 4.  | Bogorja                              | kolonja                | 29                               | –                    | 167                                                                      | 95         | 72       | 167                          | –                           | –                              | –                           | –                           | –                           | 167               | –                 | –                 | –                 | –                 |
| 5.  | Chodków                              | kolonja                | 44                               | –                    | 273                                                                      | 125        | 148      | 266                          | –                           | –                              | 7                           | –                           | –                           | 273               | –                 | –                 | –                 | –                 |
| 6.  | Chodków                              | wieś                   | 24                               | –                    | 161                                                                      | 81         | 80       | 161                          | –                           | –                              | –                           | –                           | –                           | 161               | –                 | –                 | –                 | –                 |
| 7.  | Gajówka                              | leśniczówka            | 1                                | –                    | 3                                                                        | 1          | 2        | 3                            | –                           | –                              | –                           | –                           | –                           | 3                 | –                 | –                 | –                 | –                 |
| 8.  | Gągolin                              | wieś                   | 16                               | –                    | 89                                                                       | 44         | 45       | 89                           | –                           | –                              | –                           | –                           | –                           | 89                | –                 | –                 | –                 | –                 |
| 9.  | Gieraszowice                         | kolonja                | 15                               | –                    | 98                                                                       | 49         | 49       | 98                           | –                           | –                              | –                           | –                           | –                           | 98                | –                 | –                 | –                 | –                 |
| 10. | Gieraszowice                         | wieś                   | 31                               | –                    | 158                                                                      | 67         | 91       | 156                          | –                           | –                              | 2                           | –                           | –                           | 158               | –                 | –                 | –                 | –                 |
| 11. | Grabina                              | wieś                   | 8                                | –                    | 34                                                                       | 17         | 17       | 34                           | –                           | –                              | –                           | –                           | –                           | 34                | –                 | –                 | –                 | –                 |
| 12. | Jasienica                            | wieś                   | 28                               | –                    | 168                                                                      | 87         | 81       | 168                          | –                           | –                              | –                           | –                           | –                           | 168               | –                 | –                 | –                 | –                 |
| 13. | Jeziory                              | kolonja                | 15                               | –                    | 107                                                                      | 59         | 48       | 107                          | –                           | –                              | –                           | –                           | –                           | 107               | –                 | –                 | –                 | –                 |
| 14. | Kąty                                 | kolonja                | 15                               | –                    | 99                                                                       | 51         | 48       | 99                           | –                           | –                              | –                           | –                           | –                           | 99                | –                 | –                 | –                 | –                 |
| 15. | Krowia Góra                          | wieś                   | 22                               | –                    | 123                                                                      | 59         | 64       | 123                          | –                           | –                              | –                           | –                           | –                           | 123               | –                 | –                 | –                 | –                 |
| 16. | Królewice                            | wieś                   | 16                               | –                    | 105                                                                      | 50         | 55       | 105                          | –                           | –                              | –                           | –                           | –                           | 105               | –                 | –                 | –                 | –                 |
| 17. | Lipowiec                             | osada młyńska          | 2                                | –                    | 22                                                                       | 12         | 10       | 13                           | –                           | –                              | 9                           | –                           | –                           | 22                | –                 | –                 | –                 | –                 |
| 18. | Łążek                                | kolonja                | 15                               | –                    | 91                                                                       | 45         | 46       | 91                           | –                           | –                              | –                           | –                           | –                           | 91                | –                 | –                 | –                 | –                 |
| 19. | Łążek                                | wieś                   | 5                                | –                    | 38                                                                       | 23         | 15       | 38                           | –                           | –                              | –                           | –                           | –                           | 38                | –                 | –                 | –                 | –                 |
| 20. | Łoniów                               | folwark                | 8                                | –                    | 179                                                                      | 80         | 99       | 179                          | –                           | –                              | –                           | –                           | –                           | 179               | –                 | –                 | –                 | –                 |
| 21. | Łoniów                               | wieś                   | 57                               | –                    | 319                                                                      | 153        | 166      | 319                          | –                           | –                              | –                           | –                           | –                           | 319               | –                 | –                 | –                 | –                 |
| 22. | Nietuja                              | wieś                   | 9                                | –                    | 51                                                                       | 22         | 29       | 51                           | –                           | –                              | –                           | –                           | –                           | 51                | –                 | –                 | –                 | –                 |
| 23. | Otoka Gągolińska                     | kolonja                | 6                                | –                    | 32                                                                       | 16         | 16       | 32                           | –                           | –                              | –                           | –                           | –                           | 32                | –                 | –                 | –                 | –                 |
| 24. | Otoka Grabińska                      | kolonja                | 30                               | –                    | 193                                                                      | 90         | 103      | 193                          | –                           | –                              | –                           | –                           | –                           | 193               | –                 | –                 | –                 | –                 |
| 25. | Piaseczno                            | folwark                | 3                                | –                    | 88                                                                       | 42         | 46       | 88                           | –                           | –                              | –                           | –                           | –                           | 88                | –                 | –                 | –                 | –                 |
| 26. | Piotrówka                            | wieś                   | 3                                | –                    | 23                                                                       | 8          | 15       | 23                           | –                           | –                              | –                           | –                           | –                           | 23                | –                 | –                 | –                 | –                 |
| 27. | Przewoźnik                           | wieś                   | 2                                | –                    | 12                                                                       | 6          | 6        | 12                           | –                           | –                              | –                           | –                           | –                           | 12                | –                 | –                 | –                 | –                 |
| 28. | Ruszcza                              | folwark                | 8                                | –                    | 126                                                                      | 66         | 60       | 119                          | –                           | –                              | 7                           | –                           | –                           | 126               | –                 | –                 | –                 | –                 |
| 29. | Ruszcza                              | wieś                   | 25                               | –                    | 173                                                                      | 82         | 91       | 173                          | –                           | –                              | –                           | –                           | –                           | 173               | –                 | –                 | –                 | –                 |
| 30. | Skrobno                              | folwark                | 1                                | –                    | 20                                                                       | 5          | 15       | 20                           | –                           | –                              | –                           | –                           | –                           | 20                | –                 | –                 | –                 | –                 |
| 31. | Skrzypaczowice                       | folwark                | 4                                | –                    | 114                                                                      | 51         | 63       | 106                          | –                           | –                              | 8                           | –                           | –                           | 114               | –                 | –                 | –                 | –                 |
| 32. | Skrzypaczowice                       | wieś                   | 16                               | –                    | 98                                                                       | 48         | 50       | 98                           | –                           | –                              | –                           | –                           | –                           | 98                | –                 | –                 | –                 | –                 |
| 33. | Skwirzowa                            | folwark                | 2                                | –                    | 27                                                                       | 11         | 16       | 27                           | –                           | –                              | –                           | –                           | –                           | 27                | –                 | –                 | –                 | –                 |
| 34. | Skwirzowa                            | osada młyńska          | 1                                | –                    | 11                                                                       | 6          | 5        | 5                            | –                           | –                              | 6                           | –                           | –                           | 11                | –                 | –                 | –                 | –                 |
| 35. | Skwirzowa                            | wieś                   | 17                               | –                    | 117                                                                      | 61         | 56       | 117                          | –                           | –                              | –                           | –                           | –                           | 117               | –                 | –                 | –                 | –                 |
| 36. | Soczówka                             | kolonja                | 2                                | –                    | 12                                                                       | 5          | 7        | 12                           | –                           | –                              | –                           | –                           | –                           | 12                | –                 | –                 | –                 | –                 |
| 37. | Sulisławice                          | osada młyńska          | 1                                | –                    | 19                                                                       | 14         | 5        | 8                            | –                           | –                              | 11                          | –                           | –                           | 8                 | –                 | 11                | –                 | –                 |
| 38. | Sulisławice                          | wieś                   | 39                               | –                    | 211                                                                      | 101        | 110      | 211                          | –                           | –                              | –                           | –                           | –                           | 211               | –                 | –                 | –                 | –                 |
| 39. | Suliszów                             | folwark                | 6                                | –                    | 94                                                                       | 41         | 53       | 85                           | –                           | –                              | 9                           | –                           | –                           | 94                | –                 | –                 | –                 | –                 |
| 40. | Suliszów                             | wieś                   | 34                               | –                    | 214                                                                      | 106        | 108      | 214                          | –                           | –                              | –                           | –                           | –                           | 214               | –                 | –                 | –                 | –                 |
| 41. | Świniary                             | wieś                   | 116                              | –                    | 641                                                                      | 312        | 329      | 625                          | –                           | –                              | 16                          | –                           | –                           | 641               | –                 | –                 | –                 | –                 |
| 42. | Świniary (Kamień)                    | kolonja                | 1                                | –                    | 8                                                                        | 4          | 4        | 8                            | –                           | –                              | –                           | –                           | –                           | 8                 | –                 | –                 | –                 | –                 |
| 43. | Świniary Nowe                        | kolonja                | 38                               | –                    | 210                                                                      | 95         | 115      | 210                          | –                           | –                              | –                           | –                           | –                           | 210               | –                 | –                 | –                 | –                 |
| 44. | Tarnówka                             | wieś                   | 1                                | –                    | 7                                                                        | 2          | 5        | 7                            | –                           | –                              | –                           | –                           | –                           | 7                 | –                 | –                 | –                 | –                 |
| 45. | Trzebiesławice                       | folwark                | 3                                | –                    | 58                                                                       | 28         | 30       | 53                           | –                           | –                              | 5                           | –                           | –                           | 58                | –                 | –                 | –                 | –                 |
| 46. | Trzebiesławice                       | wieś                   | 13                               | –                    | 86                                                                       | 41         | 45       | 86                           | –                           | –                              | –                           | –                           | –                           | 86                | –                 | –                 | –                 | –                 |
| 47. | Wiktorów                             | kolonja                | 4                                | –                    | 24                                                                       | 10         | 14       | 24                           | –                           | –                              | –                           | –                           | –                           | 24                | –                 | –                 | –                 | –                 |
| 48. | Wnorów                               | folwark                | 1                                | –                    | 77                                                                       | 34         | 43       | 77                           | –                           | –                              | –                           | –                           | –                           | 77                | –                 | –                 | –                 | –                 |
| 49. | Wnorów                               | wieś                   | 21                               | –                    | 141                                                                      | 68         | 73       | 141                          | –                           | –                              | –                           | –                           | –                           | 141               | –                 | –                 | –                 | –                 |
| 50. | Wojcieszyce                          | kolonja                | 21                               | –                    | 123                                                                      | 57         | 66       | 120                          | –                           | –                              | 3                           | –                           | –                           | 120               | –                 | 3                 | –                 | –                 |
| 51. | Wojcieszyce                          | wieś                   | 8                                | –                    | 61                                                                       | 25         | 36       | 61                           | –                           | –                              | –                           | –                           | –                           | 61                | –                 | –                 | –                 | –                 |
| 52. | Wólka Gieraszowska                   | wieś                   | 38                               | –                    | 251                                                                      | 116        | 135      | 251                          | –                           | –                              | –                           | –                           | –                           | 251               | –                 | –                 | –                 | –                 |
| 53. | Wronów                               | kolonja                | 9                                | –                    | 59                                                                       | 34         | 25       | 59                           | –                           | –                              | –                           | –                           | –                           | 59                | –                 | –                 | –                 | –                 |
| 54. | Wygnanów                             | wieś                   | 5                                | –                    | 24                                                                       | 10         | 14       | 24                           | –                           | –                              | –                           | –                           | –                           | 24                | –                 | –                 | –                 | –                 |
| 55. | Wymysłów                             | wieś                   | 5                                | –                    | 38                                                                       | 22         | 16       | 38                           | –                           | –                              | –                           | –                           | –                           | 38                | –                 | –                 | –                 | –                 |
| 56. | Zarzecze                             | kolonja                | 1                                | –                    | 6                                                                        | 4          | 2        | 6                            | –                           | –                              | –                           | –                           | –                           | 6                 | –                 | –                 | –                 | –                 |
| 57. | Zawidza                              | folwark                | 2                                | –                    | 42                                                                       | 19         | 23       | 42                           | –                           | –                              | –                           | –                           | –                           | 42                | –                 | –                 | –                 | –                 |
| 58. | Zawidza                              | wieś                   | 21                               | –                    | 128                                                                      | 57         | 71       | 123                          | –                           | –                              | 5                           | –                           | –                           | 128               | –                 | –                 | –                 | –                 |
| 59. | Zgórsko                              | wieś                   | 14                               | –                    | 108                                                                      | 44         | 64       | 91                           | –                           | –                              | 17                          | –                           | –                           | 91                | –                 | 17                | –                 | –                 |
| 60. | Żurawica                             | folwark                | 1                                | –                    | 38                                                                       | 16         | 22       | 38                           | –                           | –                              | –                           | –                           | –                           | 38                | –                 | –                 | –                 | –                 |
| 61. | Żurawica                             | wieś                   | 14                               | –                    | 87                                                                       | 41         | 46       | 72                           | –                           | –                              | 15                          | –                           | –                           | 87                | –                 | –                 | –                 | –                 |
| 1   | 2                                    | 3                      | 4                                | 5                    | 6                                                                        | 7          | 8        | 9                            | 10                          | 11                             | 12                          | 13                          | 14                          | 15                | 16                | 17                | 18                | 19                |

Współczesna struktura demograficzna gminy Łoniów na podstawie danych z lat 1995–2009 wedle roczników GUS-u:

Rysunek 1.1 Populacja kobiet w gminie Łoniów w latach 1995–2009

Rysunek 1.2 Populacja mężczyzn w gminie Łoniów w latach 1995–2009

Rysunek 1.3 Populacja ogółem w gminie Łoniów w latach 1995–2009
| WYSZCZEGÓLNIENIE | WYSZCZEGÓLNIENIE | WYSZCZEGÓLNIENIE    | WYSZCZEGÓLNIENIE    | WYSZCZEGÓLNIENIE    | POPULACJA (w latach wedle mieszkańców i powierzchni, w wieku przed-, po- i produkcyjnym) | POPULACJA (w latach wedle mieszkańców i powierzchni, w wieku przed-, po- i produkcyjnym) | POPULACJA (w latach wedle mieszkańców i powierzchni, w wieku przed-, po- i produkcyjnym) | POPULACJA (w latach wedle mieszkańców i powierzchni, w wieku przed-, po- i produkcyjnym) | POPULACJA (w latach wedle mieszkańców i powierzchni, w wieku przed-, po- i produkcyjnym) | POPULACJA (w latach wedle mieszkańców i powierzchni, w wieku przed-, po- i produkcyjnym) | POPULACJA (w latach wedle mieszkańców i powierzchni, w wieku przed-, po- i produkcyjnym) | POPULACJA (w latach wedle mieszkańców i powierzchni, w wieku przed-, po- i produkcyjnym) | POPULACJA (w latach wedle mieszkańców i powierzchni, w wieku przed-, po- i produkcyjnym) | POPULACJA (w latach wedle mieszkańców i powierzchni, w wieku przed-, po- i produkcyjnym) | POPULACJA (w latach wedle mieszkańców i powierzchni, w wieku przed-, po- i produkcyjnym) | POPULACJA (w latach wedle mieszkańców i powierzchni, w wieku przed-, po- i produkcyjnym) | POPULACJA (w latach wedle mieszkańców i powierzchni, w wieku przed-, po- i produkcyjnym) | POPULACJA (w latach wedle mieszkańców i powierzchni, w wieku przed-, po- i produkcyjnym) | POPULACJA (w latach wedle mieszkańców i powierzchni, w wieku przed-, po- i produkcyjnym) |
| WYSZCZEGÓLNIENIE | WYSZCZEGÓLNIENIE | WYSZCZEGÓLNIENIE    | WYSZCZEGÓLNIENIE    | WYSZCZEGÓLNIENIE    | 1995                                                                                     | 1996                                                                                     | 1997                                                                                     | 1998                                                                                     | 1999                                                                                     | 2000                                                                                     | 2001                                                                                     | 2002                                                                                     | 2003                                                                                     | 2004                                                                                     | 2005                                                                                     | 2006                                                                                     | 2007                                                                                     | 2008                                                                                     | 2009                                                                                     |
| ---------------- | ---------------- | ------------------- | ------------------- | ------------------- | ---------------------------------------------------------------------------------------- | ---------------------------------------------------------------------------------------- | ---------------------------------------------------------------------------------------- | ---------------------------------------------------------------------------------------- | ---------------------------------------------------------------------------------------- | ---------------------------------------------------------------------------------------- | ---------------------------------------------------------------------------------------- | ---------------------------------------------------------------------------------------- | ---------------------------------------------------------------------------------------- | ---------------------------------------------------------------------------------------- | ---------------------------------------------------------------------------------------- | ---------------------------------------------------------------------------------------- | ---------------------------------------------------------------------------------------- | ---------------------------------------------------------------------------------------- | ---------------------------------------------------------------------------------------- |
| I.               | OGÓŁEM           | OGÓŁEM              | OGÓŁEM              | OGÓŁEM              | 7 657                                                                                    | 7 737                                                                                    | 7 746                                                                                    | 7 727                                                                                    | 7 460                                                                                    | 7 523                                                                                    | 7 513                                                                                    | 7 481                                                                                    | 7 442                                                                                    | 7 480                                                                                    | 7 522                                                                                    | 7 518                                                                                    | 7 482                                                                                    | 7 492                                                                                    | 7 482                                                                                    |
| I.               | 1.               | Gęstość zaludnienia | Gęstość zaludnienia | Gęstość zaludnienia | 88                                                                                       | 88,9                                                                                     | 89                                                                                       | 88,8                                                                                     | 85,8                                                                                     | 86,5                                                                                     | 86,4                                                                                     | 86                                                                                       | 85,6                                                                                     | 86                                                                                       | 86,5                                                                                     | 86,4                                                                                     | 86                                                                                       | 86,1                                                                                     | 86                                                                                       |
| I.               | 2.               | W wieku             | W wieku             | W wieku             |                                                                                          |                                                                                          |                                                                                          |                                                                                          |                                                                                          |                                                                                          |                                                                                          |                                                                                          |                                                                                          |                                                                                          |                                                                                          |                                                                                          |                                                                                          |                                                                                          |                                                                                          |
| I.               | 2.               | a.                  | przedprodukcyjnym   | przedprodukcyjnym   | 2 149                                                                                    | 2 140                                                                                    | 2 117                                                                                    | 2 050                                                                                    | 1 984                                                                                    | 2 002                                                                                    | 1 955                                                                                    | 1 892                                                                                    | 1 841                                                                                    | 1 805                                                                                    | 1 779                                                                                    | 1 719                                                                                    | 1 647                                                                                    | 1 602                                                                                    | 1 547                                                                                    |
| I.               | 2.               | a.                  | –                   | w procencie (%)     | 28,1                                                                                     | 27,7                                                                                     | 27,3                                                                                     | 26,5                                                                                     | 26,6                                                                                     | 26,6                                                                                     | 26                                                                                       | 25,3                                                                                     | 24,7                                                                                     | 24,1                                                                                     | 23,7                                                                                     | 22,9                                                                                     | 22                                                                                       | 21,4                                                                                     | 20,7                                                                                     |
| I.               | 2.               | b.                  | produkcyjnym        | produkcyjnym        | 4 199                                                                                    | 4 308                                                                                    | 4 338                                                                                    | 4 377                                                                                    | 4 184                                                                                    | 4 251                                                                                    | 4 288                                                                                    | 4 324                                                                                    | 4 343                                                                                    | 4 423                                                                                    | 4 485                                                                                    | 4 536                                                                                    | 4 571                                                                                    | 4 601                                                                                    | 4 643                                                                                    |
| I.               | 2.               | b.                  | –                   | w procencie (%)     | 54,8                                                                                     | 55,7                                                                                     | 56                                                                                       | 56,7                                                                                     | 56,1                                                                                     | 56,5                                                                                     | 57,1                                                                                     | 57,8                                                                                     | 58,4                                                                                     | 59,1                                                                                     | 59,6                                                                                     | 60,3                                                                                     | 61,1                                                                                     | 61,4                                                                                     | 62                                                                                       |
| I.               | 2.               | c.                  | poprodukcyjnym      | poprodukcyjnym      | 1 309                                                                                    | 1 289                                                                                    | 1 291                                                                                    | 1 300                                                                                    | 1 292                                                                                    | 1 270                                                                                    | 1 270                                                                                    | 1 265                                                                                    | 1 258                                                                                    | 1 252                                                                                    | 1 258                                                                                    | 1 263                                                                                    | 1 264                                                                                    | 1 289                                                                                    | 1 292                                                                                    |
| I.               | 2.               | c.                  | –                   | w procencie (%)     | 17,1                                                                                     | 16,6                                                                                     | 16,7                                                                                     | 16,8                                                                                     | 17,3                                                                                     | 16,9                                                                                     | 16,9                                                                                     | 16,9                                                                                     | 16,9                                                                                     | 16,8                                                                                     | 16,7                                                                                     | 16,8                                                                                     | 16,9                                                                                     | 17,2                                                                                     | 17,3                                                                                     |
| II.              | MĘŻCZYZN         | MĘŻCZYZN            | MĘŻCZYZN            | MĘŻCZYZN            | 3 836                                                                                    | 3 863                                                                                    | 3 880                                                                                    | 3 872                                                                                    | 3 750                                                                                    | 3 812                                                                                    | 3 807                                                                                    | 3 781                                                                                    | 3 762                                                                                    | 3 783                                                                                    | 3 815                                                                                    | 3 793                                                                                    | 3 776                                                                                    | 3 778                                                                                    | 3 776                                                                                    |
| II.              | 1.               | Gęstość zaludnienia | Gęstość zaludnienia | Gęstość zaludnienia | 44,1                                                                                     | 44,4                                                                                     | 44,6                                                                                     | 44,5                                                                                     | 43,1                                                                                     | 43,8                                                                                     | 43,8                                                                                     | 43,5                                                                                     | 43,3                                                                                     | 43,5                                                                                     | 43,9                                                                                     | 43,6                                                                                     | 43,4                                                                                     | 43,4                                                                                     | 43,4                                                                                     |
| II.              | 2.               | W wieku             | W wieku             | W wieku             |                                                                                          |                                                                                          |                                                                                          |                                                                                          |                                                                                          |                                                                                          |                                                                                          |                                                                                          |                                                                                          |                                                                                          |                                                                                          |                                                                                          |                                                                                          |                                                                                          |                                                                                          |
| II.              | 2.               | a.                  | przedprodukcyjnym   | przedprodukcyjnym   | 1 092                                                                                    | 1 091                                                                                    | 1 080                                                                                    | 1 050                                                                                    | 1 027                                                                                    | 1 047                                                                                    | 1 041                                                                                    | 1 011                                                                                    | 979                                                                                      | 967                                                                                      | 963                                                                                      | 939                                                                                      | 906                                                                                      | 878                                                                                      | 841                                                                                      |
| II.              | 2.               | a.                  | –                   | w procencie (%)     | 14,3                                                                                     | 14,1                                                                                     | 13,9                                                                                     | 13,6                                                                                     | 13,8                                                                                     | 13,9                                                                                     | 13,8                                                                                     | 13,5                                                                                     | 13,1                                                                                     | 12,9                                                                                     | 12,8                                                                                     | 12,5                                                                                     | 12,1                                                                                     | 11,7                                                                                     | 11,3                                                                                     |
| II.              | 2.               | b.                  | produkcyjnym        | produkcyjnym        | 2 262                                                                                    | 2 305                                                                                    | 2 342                                                                                    | 2 362                                                                                    | 2 259                                                                                    | 2 300                                                                                    | 2 303                                                                                    | 2 302                                                                                    | 2 316                                                                                    | 2 350                                                                                    | 2 387                                                                                    | 2 397                                                                                    | 2 423                                                                                    | 2 446                                                                                    | 2 489                                                                                    |
| II.              | 2.               | b.                  | –                   | w procencie (%)     | 29,5                                                                                     | 29,8                                                                                     | 30,2                                                                                     | 30,6                                                                                     | 30,3                                                                                     | 30,6                                                                                     | 30,7                                                                                     | 30,8                                                                                     | 31,1                                                                                     | 31,4                                                                                     | 31,7                                                                                     | 31,9                                                                                     | 32,4                                                                                     | 32,6                                                                                     | 33,2                                                                                     |
| II.              | 2.               | c.                  | poprodukcyjnym      | poprodukcyjnym      | 482                                                                                      | 467                                                                                      | 458                                                                                      | 460                                                                                      | 464                                                                                      | 465                                                                                      | 463                                                                                      | 468                                                                                      | 467                                                                                      | 466                                                                                      | 465                                                                                      | 457                                                                                      | 447                                                                                      | 454                                                                                      | 446                                                                                      |
| II.              | 2.               | c.                  | –                   | w procencie (%)     | 6,3                                                                                      | 6                                                                                        | 5,9                                                                                      | 5,9                                                                                      | 6,2                                                                                      | 6,2                                                                                      | 6,2                                                                                      | 6,3                                                                                      | 6,3                                                                                      | 6,3                                                                                      | 6,2                                                                                      | 6,1                                                                                      | 6                                                                                        | 6,1                                                                                      | 6                                                                                        |
| III.             | KOBIET           | KOBIET              | KOBIET              | KOBIET              | 3 821                                                                                    | 3 874                                                                                    | 3 866                                                                                    | 3 855                                                                                    | 3 710                                                                                    | 3 711                                                                                    | 3 706                                                                                    | 3 700                                                                                    | 3 680                                                                                    | 3 697                                                                                    | 3 707                                                                                    | 3 725                                                                                    | 3 706                                                                                    | 3 714                                                                                    | 3 706                                                                                    |
| III.             | 1.               | Gęstość zaludnienia | Gęstość zaludnienia | Gęstość zaludnienia | 43,9                                                                                     | 44,5                                                                                     | 44,4                                                                                     | 44,3                                                                                     | 42,7                                                                                     | 42,7                                                                                     | 42,6                                                                                     | 42,5                                                                                     | 42,3                                                                                     | 42,5                                                                                     | 42,6                                                                                     | 42,8                                                                                     | 42,6                                                                                     | 42,7                                                                                     | 42,6                                                                                     |
| III.             | 2.               | W wieku             | W wieku             | W wieku             |                                                                                          |                                                                                          |                                                                                          |                                                                                          |                                                                                          |                                                                                          |                                                                                          |                                                                                          |                                                                                          |                                                                                          |                                                                                          |                                                                                          |                                                                                          |                                                                                          |                                                                                          |
| III.             | 2.               | a.                  | przedprodukcyjnym   | przedprodukcyjnym   | 1 057                                                                                    | 1 049                                                                                    | 1 037                                                                                    | 1 000                                                                                    | 957                                                                                      | 955                                                                                      | 914                                                                                      | 881                                                                                      | 862                                                                                      | 838                                                                                      | 816                                                                                      | 780                                                                                      | 741                                                                                      | 724                                                                                      | 706                                                                                      |
| III.             | 2.               | a.                  | –                   | w procencie (%)     | 13,8                                                                                     | 13,6                                                                                     | 13,4                                                                                     | 12,9                                                                                     | 12,8                                                                                     | 12,7                                                                                     | 12,2                                                                                     | 11,8                                                                                     | 11,6                                                                                     | 11,2                                                                                     | 10,9                                                                                     | 10,4                                                                                     | 9,9                                                                                      | 9,7                                                                                      | 9,4                                                                                      |
| III.             | 2.               | b.                  | produkcyjnym        | produkcyjnym        | 1 937                                                                                    | 2 003                                                                                    | 1 996                                                                                    | 2 015                                                                                    | 1 925                                                                                    | 1 951                                                                                    | 1 985                                                                                    | 2 022                                                                                    | 2 027                                                                                    | 2 073                                                                                    | 2 098                                                                                    | 2 139                                                                                    | 2 148                                                                                    | 2 155                                                                                    | 2 154                                                                                    |
| III.             | 2.               | b.                  | –                   | w procencie (%)     | 25,3                                                                                     | 25,9                                                                                     | 25,8                                                                                     | 26,1                                                                                     | 25,8                                                                                     | 25,9                                                                                     | 26,4                                                                                     | 27                                                                                       | 27,3                                                                                     | 27,7                                                                                     | 27,9                                                                                     | 28,4                                                                                     | 28,7                                                                                     | 28,8                                                                                     | 28,8                                                                                     |
| III.             | 2.               | c.                  | poprodukcyjnym      | poprodukcyjnym      | 827                                                                                      | 822                                                                                      | 833                                                                                      | 840                                                                                      | 828                                                                                      | 805                                                                                      | 807                                                                                      | 797                                                                                      | 791                                                                                      | 786                                                                                      | 793                                                                                      | 806                                                                                      | 817                                                                                      | 835                                                                                      | 846                                                                                      |
| III.             | 2.               | c.                  | –                   | w procencie (%)     | 10,8                                                                                     | 10,6                                                                                     | 10,8                                                                                     | 10,9                                                                                     | 11,1                                                                                     | 10,7                                                                                     | 10,7                                                                                     | 10,6                                                                                     | 10,6                                                                                     | 10,5                                                                                     | 10,5                                                                                     | 10,7                                                                                     | 10,9                                                                                     | 11,1                                                                                     | 11,3                                                                                     |

Rysunek 1.4 Piramida populacji – struktura płci i wieku gminy

Według danych z 31 grudnia 2009 roku gminę Łoniów zamieszkiwało 7 540 osób (3 799 – mężczyzn, 3 741 – kobiet, tj. zameldowanych na pobyt stały – stan na 31 XII; przy 7 542 osobach, w tym 3 801 – mężczyznach, 3 741 – kobietach w zestawieniu na 30 VI); jednocześnie faktyczne miejsce zamieszkania określono na poziomie 7 482 osób (3 776 – mężczyzn, 3 706 – kobiet, tj. – stan na 31 XII; przy 7 488 osobach, w tym 3 770 – mężczyznach, 3 718 – kobietach w zestawieniu na 30 VI).

## Budżet
Rysunek 1.1 Dochody ogółem w gminie Łoniów w latach 1995–2010 (w zł)
| WYSZCZEGÓLNIENIE               | J. m. | ROK         | ROK         | ROK         | ROK         | ROK         | ROK         | ROK         | ROK         | ROK          | ROK          | ROK          | ROK           | ROK           | ROK           | ROK           | ROK           |
| WYSZCZEGÓLNIENIE               | J. m. | 1995        | 1996        | 1997        | 1998        | 1999        | 2000        | 2001        | 2002        | 2003         | 2004         | 2005         | 2006          | 2007          | 2008          | 2009          | 2010          |
| ------------------------------ | ----- | ----------- | ----------- | ----------- | ----------- | ----------- | ----------- | ----------- | ----------- | ------------ | ------------ | ------------ | ------------- | ------------- | ------------- | ------------- | ------------- |
| Dochody ogółem                 | zł    | 2 774 428,- | 4 982 442,- | 6 658 506,- | 7 496 276,- | 7 454 896,- | 7 957 553,- | 8 975 565,- | 9 710 062,- | 10 127 806,- | 10 287 238,- | 11 076 919,- | 14 413 975,25 | 15 030 094,46 | 17 175 228,72 | 18 875 316,96 | 27 975 075,31 |
| Znak                           | ±     | –           | +           | +           | –           | –           | +           | +           | +           | –            | +            | +            | –             | –             | –             | +             | +             |
| Nadwyżka/deficyt budżetowa(-y) | zł    | 23 928,-    | 173 878,-   | 196 543,-   | 347 295,-   | 89 796,-    | 597 502,-   | 118 365,-   | 88 536,-    | 1 076 968,-  | 1 138 980,-  | 349 416,-    | 743 076,77    | 247 267,94    | 1 358 816,63  | 3 130 510,25  | 2 262 506,81  |
| Znak                           | Σ     | =           | =           | =           | =           | =           | =           | =           | =           | =            | =            | =            | =             | =             | =             | =             | =             |
| Wydatki ogółem                 | zł    | 2 750 500,- | 5 156 320,- | 6 855 049,- | 7 148 981,- | 7 365 100,- | 8 555 055,- | 9 093 930,- | 9 798 598,- | 9 050 838,-  | 11 426 218,- | 11 426 335,- | 13 670 898,48 | 14 782 826,52 | 15 816 412,09 | 22 005 827,21 | 30 237 582,12 |

Rysunek 1.2 Wydatki ogółem w gminie Łoniów w latach 1995–2010 (w zł)

Według danych z roku 2010 średni dochód na mieszkańca wynosił 3 743,49 zł (tj. – stan na 31 XII; przy 3 737,98 zł w zestawieniu na 30 VI); jednocześnie średnie wydatki na mieszkańca kształtowały się na poziomie 4 046,24 zł (tj. – stan na 31 XII; przy 4 040,30 zł w zestawieniu na 30 VI).

## Podział administracyjny w czasach Królestwa Polskiego
Poniżej dwie tabele z ówczesnym podziałem administracyjnym (tabela 1.1 odnosi się do starego podziału sądowego z rubryką „Sad Pokoju”, którego organizację określała konstytucja Księstwa Warszawskiego oraz dekret króla Fryderyka Augusta z 26 lipca 1810 roku, zaś tabela 1.2 uwzględnia nowy podział w modelu rosyjskim). Nie wymienione tu miejscowości (tj. wsie, kolonie), folwarki itp. nie zostały ujęte w tym spisie.

| № Lp. | Наименованіе мѣстностей Wymienienie miejscowości | Губернія Gubernja | Yѣздъ Powiat   | Г м и н а G m i n a | П р и х о д ъ P a r a f i a | Мировой судъ[11] Sąd Pokoju[12] | П о ч т а P o c z t a | ЗАМѢЧАНІЯ UWAGI[13] |
| 1     | 2                                                | 3                 | 4              | 5                   | 6                           | 7                               | 8                     | 9                   |
| ----- | ------------------------------------------------ | ----------------- | -------------- | ------------------- | --------------------------- | ------------------------------- | --------------------- | ------------------- |
| 1.    | Bazow –                                          | Radom- ska        | Sando- mierski | Łoniów              | Sulisławice                 | w Staszowie[14]                 | Klimon- tów           | –                   |
| 2.    | Bogorja folwark                                  | Radom- ska        | Sando- mierski | Łoniów              | Łoniów                      | w Staszowie[14]                 | Sando- mierz          | –                   |
| 3.    | Bugaj –                                          | Radom- ska        | Sando- mierski | Łoniów              | Łoniów                      | w Staszowie[14]                 | Sando- mierz          | –                   |
| 4.    | Chodków –                                        | Radom- ska        | Sando- mierski | Łoniów              | Łoniów                      | w Staszowie[14]                 | Sando- mierz          | –                   |
| 5.    | Gągolin –                                        | Radom- ska        | Sando- mierski | Łoniów              | Łoniów                      | w Staszowie[14]                 | Sando- mierz          | –                   |
| 6.    | Gieraszowice –                                   | Radom- ska        | Sando- mierski | Łoniów              | Sulisławice                 | w Staszowie[14]                 | Klimon- tów           | –                   |
| 7.    | Grabina folwark                                  | Radom- ska        | Sando- mierski | Łoniów              | Łoniów                      | w Staszowie[14]                 | Sando- mierz          | –                   |
| 8.    | Jasiennica –                                     | Radom- ska        | Sando- mierski | Łoniów              | Łoniów                      | w Staszowie[14]                 | Sando- mierz          | –                   |
| 9.    | Jeziorko folwark                                 | Radom- ska        | Sando- mierski | Łoniów              | Sulisławice                 | w Staszowie[14]                 | Klimon- tów           | –                   |
| 10.   | Królewice –                                      | Radom- ska        | Sando- mierski | Łoniów              | Sulisławice                 | w Staszowie[14]                 | Klimon- tów           | –                   |
| 11.   | Krowia góra –                                    | Radom- ska        | Sando- mierski | Łoniów              | Łoniów                      | w Staszowie[14]                 | Sando- mierz          | –                   |
| 12.   | Lipowiec folwark                                 | Radom- ska        | Sando- mierski | Łoniów              | Sulisławice                 | w Staszowie[14]                 | Klimon- tów           | –                   |
| 13.   | Łążek –                                          | Radom- ska        | Sando- mierski | Łoniów              | Łoniów                      | w Staszowie[14]                 | Sando- mierz          | –                   |
| 14.   | Łoniów –                                         | Radom- ska        | Sando- mierski | Łoniów              | Łoniów                      | w Staszowie[14]                 | Sando- mierz          | –                   |
| 15.   | Nietuja –                                        | Radom- ska        | Sando- mierski | Łoniów              | Sulisławice                 | w Staszowie[14]                 | Klimon- tów           | 23 wiorst           |
| 1     | 2                                                | 3                 | 4              | 5                   | 6                           | 7                               | 8                     | 9                   |

| № Lp. | Наименованіе мѣстностей Wymienienie miejscowości | Губернія Gubernja | Yѣздъ Powiat   | Г м и н а G m i n a | П р и х о д ъ P a r a f i a | Участокъ или округъ и м.п. суда Ucząstek lub okrąg są- dowy i miejsce jego po- siedzenia | П о ч т а P o c z t a | ЗАМѢЧАНІЯ UWAGI Liczby wiorst oznacza- ją odległość od miasta powiatowego |
| 1     | 2                                                | 3                 | 4              | 5                   | 6                           | 7                                                                                        | 8                     | 9                                                                         |
| ----- | ------------------------------------------------ | ----------------- | -------------- | ------------------- | --------------------------- | ---------------------------------------------------------------------------------------- | --------------------- | ------------------------------------------------------------------------- |
| 1.    | Otoczyna Gra- bińska –                           | Radom- ska        | Sando- mierski | Łoniów              | Łoniów                      | III. Łoniów                                                                              | Sando- mierz          | 27 wiorst                                                                 |
| 2.    | Otoka –                                          | Radom- ska        | Sando- mierski | Łoniów              | Łoniów                      | III. Łoniów                                                                              | Sando- mierz          | 26 wiorst                                                                 |
| 3.    | Piaseczno folwark                                | Radom- ska        | Sando- mierski | Łoniów              | Łoniów                      | III. Łoniów                                                                              | Sando- mierz          | 24 wiorst                                                                 |
| 4.    | Piotrówka –                                      | Radom- ska        | Sando- mierski | Łoniów              | Łoniów                      | III. Łoniów                                                                              | Sando- mierz          | 22 wiorst                                                                 |
| 5.    | Podlesie folwark                                 | Radom- ska        | Sando- mierski | Łoniów              | Sulisławice                 | III. Łoniów                                                                              | Klimon- tów           | 24 wiorst                                                                 |
| 6.    | Przewoźniki –                                    | Radom- ska        | Sando- mierski | Łoniów              | Łoniów                      | III. Łoniów                                                                              | Sando- mierz          | 25 wiorst                                                                 |
| 7.    | Ruszcza płasz- czyzna –                          | Radom- ska        | Sando- mierski | Łoniów              | Sulisławice                 | III. Łoniów                                                                              | Klimon- tów           | 22 wiorst                                                                 |
| 8.    | Skrobno folwark                                  | Radom- ska        | Sando- mierski | Łoniów              | Łoniów                      | III. Łoniów                                                                              | Sando- mierz          | –                                                                         |
| 9.    | Skrzypaczowice –                                 | Radom- ska        | Sando- mierski | Łoniów              | Koprzywnica                 | III. Łoniów                                                                              | Sando- mierz          | 22 wiorst                                                                 |
| 10.   | Skwirzowa –                                      | Radom- ska        | Sando- mierski | Łoniów              | Sulisławice                 | III. Łoniów                                                                              | Klimon- tów           | 21 wiorst                                                                 |
| 11.   | Sulisławice –                                    | Radom- ska        | Sando- mierski | Łoniów              | Sulisławice                 | III. Łoniów                                                                              | Klimon- tów           | 22 wiorst                                                                 |
| 12.   | Suliszów –                                       | Radom- ska        | Sando- mierski | Łoniów              | Łoniów                      | III. Łoniów                                                                              | Klimon- tów           | 21 wiorst                                                                 |
| 13.   | Swiniary –                                       | Radom- ska        | Sando- mierski | Łoniów              | Łoniów                      | III. Łoniów                                                                              | Sando- mierz          | 24 wiorst                                                                 |
| 14.   | Tarnówka –                                       | Radom- ska        | Sando- mierski | Łoniów              | Łoniów                      | III. Łoniów                                                                              | Sando- mierz          | 24 wiorst                                                                 |
| 15.   | Trzebiesławice –                                 | Radom- ska        | Sando- mierski | Łoniów              | Łoniów                      | III. Łoniów                                                                              | Sando- mierz          | –                                                                         |
| 16.   | Wnorów –                                         | Radom- ska        | Sando- mierski | Łoniów              | Łoniów                      | III. Łoniów                                                                              | Sando- mierz          | 24 wiorst                                                                 |
| 17.   | Wojcieszyce –                                    | Radom- ska        | Sando- mierski | Łoniów              | Sulisławice                 | III. Łoniów                                                                              | Klimon- tów           | 24 wiorst                                                                 |
| 18.   | Wólka giera- szowska –                           | Radom- ska        | Sando- mierski | Łoniów              | Sulisławice                 | III. Łoniów                                                                              | Klimon- tów           | 22 wiorst                                                                 |
| 19.   | Wymysłów –                                       | Radom- ska        | Sando- mierski | Łoniów              | Łoniów                      | III. Łoniów                                                                              | Klimon- tów           | 22 wiorst                                                                 |
| 20.   | Zabogorja –                                      | Radom- ska        | Sando- mierski | Łoniów              | Łoniów                      | III. Łoniów                                                                              | Sando- mierz          | 25 wiorst                                                                 |
| 21.   | Zawidza –                                        | Radom- ska        | Sando- mierski | Łoniów              | Łoniów                      | III. Łoniów                                                                              | Sando- mierz          | 25 wiorst                                                                 |
| 22.   | Zgórsko –                                        | Radom- ska        | Sando- mierski | Łoniów              | Sulisławice                 | III. Łoniów                                                                              | Klimon- tów           | 26 wiorst                                                                 |
| 23.   | Żurawica folwark                                 | Radom- ska        | Sando- mierski | Łoniów              | Łoniów                      | III. Łoniów                                                                              | Sando- mierz          | 23 wiorst                                                                 |
| 1     | 2                                                | 3                 | 4              | 5                   | 6                           | 7                                                                                        | 8                     | 9                                                                         |

ŁONIÓW, powiat Sandomierski, gubernia Radomska, sąd gminny okręg III tamże, stacya pocztowa Sandomierz; odległość od miasta powiatowego 23 wiorsty. Urząd gminy tamże, ludność 4 184.

I. Zinberg, Skorowidz Królestwa Polskiego, czyli Spis alfabetyczny miast, wsi, folwarków, kolonii i wszystkich nomenklatur w guberniach Królestwa Polskiego..., t. II.

## Transport i komunikacja
W okresie restauracji państwa polskiego (w tzw. okresie porozbiorowym) sieć transportu kolejowego daleka była od zunifikowania centralnego (w kierunku m.st. Warszawy) bardziej rozwinięte były nitki do byłych stolic zborowych (tj. Wiednia, Petersburga czy Berlina). Na terenie gminy Łoniów jest to wyrażone w odległości do najbliższych stacji kolejowych Baranów, czy Tarnobrzeg (były zabór austriacki) – przy braku takowego połączenia po stronie rosyjskiej. O wiele lepiej prezentuje się nić transportu drogowego w komunikacji autobusowej, tu rozwinęło się kilka połączeń lokalnych głównie w kierunku: Baranowa, Klimontowa, Koprzywnicy, Lipnika, Mielca, Sandomierza, Staszowa i Tarnobrzega. Ponadto w dwóch punktach (tj. w Łoniowie i Sulisławicach) umiejscowiono pocztę i telegraf (telefon) – co uwydatnia poniższa tabela. Jednocześnie poszczególne miejscowości przypisano stosownie do ówcześnie im odpowiadającej rzymskokatolickiej administracji kościelnej z pominięciem współegzystujących na terenie gminy wyznawców mojżeszowych.

| Lp. | Miejscowość i jej charakter        | Terytorialnie właściwe władze i urzędy oraz urządzenia komunikacyjne | Terytorialnie właściwe władze i urzędy oraz urządzenia komunikacyjne | Terytorialnie właściwe władze i urzędy oraz urządzenia komunikacyjne | Terytorialnie właściwe władze i urzędy oraz urządzenia komunikacyjne | Terytorialnie właściwe władze i urzędy oraz urządzenia komunikacyjne | Terytorialnie właściwe władze i urzędy oraz urządzenia komunikacyjne | Terytorialnie właściwe władze i urzędy oraz urządzenia komunikacyjne | Terytorialnie właściwe władze i urzędy oraz urządzenia komunikacyjne | Terytorialnie właściwe władze i urzędy oraz urządzenia komunikacyjne                        |
| Lp. | Miejscowość i jej charakter        | Gmina                                                                | Powiat polityczny                                                    | Woje- wódz- two                                                      | Poczta i telegraf (telefon)                                          | Stacja kolej. z odległością km.                                      | Najbliższa linia komunik. autobus. z odległością km.                 | S ą d                                                                | S ą d                                                                | Urzędy parafjalne (rz-kat., gr-kat., wsch.- słow., orm.-kat., pra- wosł., ewang., ew.-ref.) |
| Lp. | Miejscowość i jej charakter        | Gmina                                                                | Powiat polityczny                                                    | Woje- wódz- two                                                      | Poczta i telegraf (telefon)                                          | Stacja kolej. z odległością km.                                      | Najbliższa linia komunik. autobus. z odległością km.                 | Grocki                                                               | Okręgowy                                                             | Urzędy parafjalne (rz-kat., gr-kat., wsch.- słow., orm.-kat., pra- wosł., ewang., ew.-ref.) |
| 1   | 2                                  | 3                                                                    | 4                                                                    | 5                                                                    | 6                                                                    | 7                                                                    | 8                                                                    | 9                                                                    | 10                                                                   | 11                                                                                          |
| --- | ---------------------------------- | -------------------------------------------------------------------- | -------------------------------------------------------------------- | -------------------------------------------------------------------- | -------------------------------------------------------------------- | -------------------------------------------------------------------- | -------------------------------------------------------------------- | -------------------------------------------------------------------- | -------------------------------------------------------------------- | ------------------------------------------------------------------------------------------- |
| 1.  | Antoniówka, kolonja[18]            | Łoniów                                                               | Sando- mierz                                                         | Kielec- kie                                                          | Łoniów                                                               | Baranów 8,5                                                          | Koprzywnica-Tarnobrzeg 6                                             | Staszów                                                              | Radom                                                                | Łoniów parafja rzymskokatolicka                                                             |
| 2.  | Bazów, folwark                     | Łoniów                                                               | Sando- mierz                                                         | Kielec- kie                                                          | Łoniów                                                               | Baranów 17, Tarnobrzeg 17                                            | Koprzywnica-Sando- mierz 8,5; Koprzywnica- Tarnobrzeg-Baranów 8,5    | Staszów                                                              | Radom                                                                | Sulisławice parafja rzymskokatolicka                                                        |
| 3.  | Bazów, wieś                        | Łoniów                                                               | Sando- mierz                                                         | Kielec- kie                                                          | Łoniów                                                               | Baranów 17, Tarnobrzeg 17                                            | Koprzywnica-Sando- mierz 8,5; Koprzywnica- Tarnobrzeg-Baranów 8,5    | Staszów                                                              | Radom                                                                | Sulisławice parafja rzymskokatolicka                                                        |
| 4.  | Bogorja, kolonja[18]               | Łoniów                                                               | Sando- mierz                                                         | Kielec- kie                                                          | Łoniów                                                               | Baranów 7,5                                                          | Baranów-Tarnobrzeg 4,5                                               | Staszów                                                              | Radom                                                                | Łoniów parafja rzymskokatolicka                                                             |
| 5.  | Chodków, kolonja[18]               | Łoniów                                                               | Sando- mierz                                                         | Kielec- kie                                                          | Łoniów                                                               | Baranów 12,5                                                         | Mielec-Tarnobrzeg 8                                                  | Staszów                                                              | Radom                                                                | Chodków parafja rzymskokatolicka                                                            |
| 6.  | Chodków, wieś                      | Łoniów                                                               | Sando- mierz                                                         | Kielec- kie                                                          | Łoniów                                                               | Baranów 12                                                           | Mielec-Tarnobrzeg 8                                                  | Staszów                                                              | Radom                                                                | Chodków parafja rzymskokatolicka                                                            |
| 7.  | Gajówka, leśniczówka               | Łoniów                                                               | Sando- mierz                                                         | Kielec- kie                                                          | Łoniów                                                               | Baranów                                                              | Staszów-Koprzywnica                                                  | Staszów                                                              | Radom                                                                | Łoniów parafja rzymskokatolicka                                                             |
| 8.  | Gągolin, wieś                      | Łoniów                                                               | Sando- mierz                                                         | Kielec- kie                                                          | Łoniów                                                               | Baranów 10                                                           | Mielec-Tarnobrzeg 6                                                  | Staszów                                                              | Radom                                                                | Chodków parafja rzymskokatolicka                                                            |
| 9.  | Gieraszowice, wieś i kolonja[18]   | Łoniów                                                               | Sando- mierz                                                         | Kielec- kie                                                          | Łoniów                                                               | Tarnobrzeg 20                                                        | Lipnik-Klimontów 7                                                   | Staszów                                                              | Radom                                                                | Sulisławice parafja rzymskokatolicka                                                        |
| 10. | Grabina, wieś                      | Łoniów                                                               | Sando- mierz                                                         | Kielec- kie                                                          | Łoniów                                                               | Baranów 6                                                            | Staszów-Koprzywnica 4                                                | Staszów                                                              | Radom                                                                | Łoniów parafja rzymskokatolicka                                                             |
| 11. | Jasienica, wieś                    | Łoniów                                                               | Sando- mierz                                                         | Kielec- kie                                                          | Łoniów                                                               | Baranów 10                                                           | Staszów-Koprzywnica 2                                                | Staszów                                                              | Radom                                                                | Łoniów parafja rzymskokatolicka                                                             |
| 12. | Jeziory, kolonja[18]               | Łoniów                                                               | Sando- mierz                                                         | Kielec- kie                                                          | Sulisła- wice                                                        | Tarnobrzeg 20                                                        | Staszów-Koprzywnica 6                                                | Staszów                                                              | Radom                                                                | Sulisławice parafja rzymskokatolicka                                                        |
| 13. | Kąty, kolonja[18]                  | Łoniów                                                               | Sando- mierz                                                         | Kielec- kie                                                          | Łoniów                                                               | Baranów                                                              | Staszów-Koprzywnica                                                  | Staszów                                                              | Radom                                                                | Łoniów parafja rzymskokatolicka                                                             |
| 14. | Krowia Góra, wieś                  | Łoniów                                                               | Sando- mierz                                                         | Kielec- kie                                                          | Łoniów                                                               | Tarnobrzeg 14                                                        | Staszów-Koprzywnica 1                                                | Staszów                                                              | Radom                                                                | Łoniów parafja rzymskokatolicka                                                             |
| 15. | Królewice, wieś                    | Łoniów                                                               | Sando- mierz                                                         | Kielec- kie                                                          | Sulisła- wice                                                        | Tarnobrzeg 20                                                        | Staszów-Koprzywnica 8                                                | Staszów                                                              | Radom                                                                | Sulisławice parafja rzymskokatolicka                                                        |
| 16. | Lipowiec, osada młyńska            | Łoniów                                                               | Sando- mierz                                                         | Kielec- kie                                                          | Sulisła- wice                                                        | Tarnobrzeg 22                                                        | Staszów-Koprzywnica 8                                                | Staszów                                                              | Radom                                                                | Sulisławice parafja rzymskokatolicka                                                        |
| 17. | Łążek, wieś i kolonja[18]          | Łoniów                                                               | Sando- mierz                                                         | Kielec- kie                                                          | Łoniów                                                               | Baranów 12                                                           | Mielec-Tarnobrzeg 8                                                  | Staszów                                                              | Radom                                                                | Chodków parafja rzymskokatolicka                                                            |
| 18. | Łoniów, wieś i folwark             | Łoniów                                                               | Sando- mierz                                                         | Kielec- kie                                                          | loco                                                                 | Baranów 12, Tarnobrzeg 15                                            | Staszów-Koprzywnica                                                  | Staszów                                                              | Radom                                                                | loco parafja rzymskokatolicka                                                               |
| 19. | Nietuja, wieś                      | Łoniów                                                               | Sando- mierz                                                         | Kielec- kie                                                          | Sulisła- wice                                                        | Tarnobrzeg 20                                                        | Staszów-Koprzywnica 6                                                | Staszów                                                              | Radom                                                                | Sulisławice parafja rzymskokatolicka                                                        |
| 20. | Otoka Gągolińska, kolonja[18]      | Łoniów                                                               | Sando- mierz                                                         | Kielec- kie                                                          | Łoniów                                                               | Baranów 10,5                                                         | Mielec-Tarnobrzeg 6                                                  | Staszów                                                              | Radom                                                                | Łoniów parafja rzymskokatolicka                                                             |
| 21. | Otoka Grabińska, kolonja[18]       | Łoniów                                                               | Sando- mierz                                                         | Kielec- kie                                                          | Łoniów                                                               | Baranów 8                                                            | Staszów-Koprzywnica 3                                                | Staszów                                                              | Radom                                                                | Łoniów parafja rzymskokatolicka                                                             |
| 22. | Piaseczno, folwark                 | Łoniów                                                               | Sando- mierz                                                         | Kielec- kie                                                          | Łoniów                                                               | Tarnobrzeg 12                                                        | Staszów-Koprzywnica 3                                                | Staszów                                                              | Radom                                                                | Chodków parafja rzymskokatolicka                                                            |
| 23. | Piotrówka, wieś                    | Łoniów                                                               | Sando- mierz                                                         | Kielec- kie                                                          | Łoniów                                                               | Baranów 10                                                           | Staszów-Koprzywnica 1                                                | Staszów                                                              | Radom                                                                | Łoniów parafja rzymskokatolicka                                                             |
| 24. | Przewoźnik, wieś                   | Łoniów                                                               | Sando- mierz                                                         | Kielec- kie                                                          | Łoniów                                                               | Baranów                                                              | Staszów-Koprzywnica                                                  | Staszów                                                              | Radom                                                                | Łoniów parafja rzymskokatolicka                                                             |
| 25. | Ruszcza, wieś i folwark            | Łoniów                                                               | Sando- mierz                                                         | Kielec- kie                                                          | Sulisła- wice                                                        | Tarnobrzeg 18                                                        | Staszów-Koprzywnica 4                                                | Staszów                                                              | Radom                                                                | Sulisławice parafja rzymskokatolicka                                                        |
| 26. | Skrobno, folwark                   | Łoniów                                                               | Sando- mierz                                                         | Kielec- kie                                                          | Łoniów                                                               | Tarnobrzeg 13                                                        | Staszów-Koprzywnica 5                                                | Staszów                                                              | Radom                                                                | Łoniów parafja rzymskokatolicka                                                             |
| 27. | Skrzypaczowice, wieś i folwark     | Łoniów                                                               | Sando- mierz                                                         | Kielec- kie                                                          | Łoniów                                                               | Tarnobrzeg 13                                                        | Staszów-Koprzywnica 0,5                                              | Staszów                                                              | Radom                                                                | Koprzywnica parafja rzymskokatolicka                                                        |
| 28. | Skwirzowa, folwark i osada młyńska | Łoniów                                                               | Sando- mierz                                                         | Kielec- kie                                                          | Sulisła- wice                                                        | Tarnobrzeg 16,5                                                      | Staszów-Koprzywnica 7                                                | Staszów                                                              | Radom                                                                | Sulisławice parafja rzymskokatolicka                                                        |
| 29. | Skwirzowa, wieś                    | Łoniów                                                               | Sando- mierz                                                         | Kielec- kie                                                          | Sulisła- wice                                                        | Tarnobrzeg 16                                                        | Staszów-Koprzywnica 7                                                | Staszów                                                              | Radom                                                                | Sulisławice parafja rzymskokatolicka                                                        |
| 30. | Soczówka, kolonja[18]              | Łoniów                                                               | Sando- mierz                                                         | Kielec- kie                                                          | Łoniów                                                               | Baranów                                                              | Staszów-Koprzywnica                                                  | Staszów                                                              | Radom                                                                | Łoniów parafja rzymskokatolicka                                                             |
| 31. | Sulisławice, wieś i osada młyńska  | Łoniów                                                               | Sando- mierz                                                         | Kielec- kie                                                          | loco                                                                 | Tarnobrzeg 17                                                        | Staszów-Koprzywnica 5                                                | Staszów                                                              | Radom                                                                | loco parafja rzymskokatolicka                                                               |
| 32. | Suliszów, wieś i folwark           | Łoniów                                                               | Sando- mierz                                                         | Kielec- kie                                                          | Łoniów                                                               | Tarnobrzeg 17                                                        | Staszów-Koprzywnica 3                                                | Staszów                                                              | Radom                                                                | Łoniów parafja rzymskokatolicka                                                             |
| 33. | Świniary, wieś                     | Łoniów                                                               | Sando- mierz                                                         | Kielec- kie                                                          | Łoniów                                                               | Baranów 9                                                            | Staszów-Koprzywnica 2                                                | Staszów                                                              | Radom                                                                | Łoniów parafja rzymskokatolicka                                                             |
| 34. | Świniary (Kamień), kolonja[18]     | Łoniów                                                               | Sando- mierz                                                         | Kielec- kie                                                          | Łoniów                                                               | Baranów 9,5                                                          | Staszów-Koprzywnica 2                                                | Staszów                                                              | Radom                                                                | Łoniów parafja rzymskokatolicka                                                             |
| 35. | Świniary Nowe, kolonja[18]         | Łoniów                                                               | Sando- mierz                                                         | Kielec- kie                                                          | Łoniów                                                               | Baranów 10                                                           | Staszów-Koprzywnica 2                                                | Staszów                                                              | Radom                                                                | Łoniów parafja rzymskokatolicka                                                             |
| 36. | Tarnówka, wieś                     | Łoniów                                                               | Sando- mierz                                                         | Kielec- kie                                                          | Łoniów                                                               | Tarnobrzeg 13                                                        | Staszów-Koprzywnica                                                  | Staszów                                                              | Radom                                                                | Łoniów parafja rzymskokatolicka                                                             |
| 37. | Trzebiesławice, wieś i folwark     | Łoniów                                                               | Sando- mierz                                                         | Kielec- kie                                                          | Łoniów                                                               | Tarnobrzeg 17                                                        | Staszów-Koprzywnica 2                                                | Staszów                                                              | Radom                                                                | Łoniów parafja rzymskokatolicka                                                             |
| 38. | Wiktorów, kolonja[18]              | Łoniów                                                               | Sando- mierz                                                         | Kielec- kie                                                          | Łoniów                                                               | Baranów                                                              | Staszów-Koprzywnica                                                  | Staszów                                                              | Radom                                                                | Łoniów parafja rzymskokatolicka                                                             |
| 39. | Wnorów, wieś i folwark             | Łoniów                                                               | Sando- mierz                                                         | Kielec- kie                                                          | Łoniów                                                               | Tarnobrzeg 17                                                        | Staszów-Koprzywnica 3                                                | Staszów                                                              | Radom                                                                | Łoniów parafja rzymskokatolicka                                                             |
| 40. | Wojcieszyce, wieś i kolonja[18]    | Łoniów                                                               | Sando- mierz                                                         | Kielec- kie                                                          | Sulisła- wice                                                        | Tarnobrzeg 21                                                        | Staszów-Koprzywnica 7                                                | Staszów                                                              | Radom                                                                | Sulisławice parafja rzymskokatolicka                                                        |
| 41. | Wólka Gieraszowska, wieś           | Łoniów                                                               | Sando- mierz                                                         | Kielec- kie                                                          | Sulisła- wice                                                        | Tarnobrzeg 19                                                        | Lipnik-Klimontów 6                                                   | Staszów                                                              | Radom                                                                | Sulisławice parafja rzymskokatolicka                                                        |
| 42. | Wronów, kolonja[18]                | Łoniów                                                               | Sando- mierz                                                         | Kielec- kie                                                          | Łoniów                                                               | Baranów                                                              | Staszów-Koprzywnica                                                  | Staszów                                                              | Radom                                                                | Łoniów parafja rzymskokatolicka                                                             |
| 43. | Wygnanów, wieś                     | Łoniów                                                               | Sando- mierz                                                         | Kielec- kie                                                          | Łoniów                                                               | Tarnobrzeg 15                                                        | Staszów-Koprzywnica 1                                                | Staszów                                                              | Radom                                                                | Łoniów parafja rzymskokatolicka                                                             |
| 44. | Wymysłów, wieś                     | Łoniów                                                               | Sando- mierz                                                         | Kielec- kie                                                          | Łoniów                                                               | Tarnobrzeg 15                                                        | Staszów-Koprzywnica 1                                                | Staszów                                                              | Radom                                                                | Łoniów parafja rzymskokatolicka                                                             |
| 45. | Zarzecze, kolonja[18]              | Łoniów                                                               | Sando- mierz                                                         | Kielec- kie                                                          | Łoniów                                                               | Baranów                                                              | Staszów-Koprzywnica                                                  | Staszów                                                              | Radom                                                                | Łoniów parafja rzymskokatolicka                                                             |
| 46. | Zawidza, wieś i folwark            | Łoniów                                                               | Sando- mierz                                                         | Kielec- kie                                                          | Łoniów                                                               | Baranów 10                                                           | Staszów-Koprzywnica                                                  | Staszów                                                              | Radom                                                                | Łoniów parafja rzymskokatolicka                                                             |
| 47. | Zgórsko, wieś                      | Łoniów                                                               | Sando- mierz                                                         | Kielec- kie                                                          | Sulisła- wice                                                        | Tarnobrzeg 20                                                        | Staszów-Koprzywnica 8                                                | Staszów                                                              | Radom                                                                | Sulisławice parafja rzymskokatolicka                                                        |
| 48. | Żurawica, wieś i folwark           | Łoniów                                                               | Sando- mierz                                                         | Kielec- kie                                                          | Łoniów                                                               | Tarnobrzeg 12                                                        | Staszów-Koprzywnica 2                                                | Staszów                                                              | Radom                                                                | Łoniów parafja rzymskokatolicka                                                             |
| 1   | 2                                  | 3                                                                    | 4                                                                    | 5                                                                    | 6                                                                    | 7                                                                    | 8                                                                    | 9                                                                    | 10                                                                   | 11                                                                                          |

| Lp. | Miejscowość i jej charakter              | Gmina  | Powiat polityczny | Z M I A N Y w odniesieniu do: 1) gmin wiejskich (g.) 2) Sądów Grockich lub Okrę- gowych (S. G. – S. O.) 3) poczt (p.) i t. p. |
| 1   | 2                                        | 3      | 4                 | 5 |
| --- | ---------------------------------------- | ------ | ----------------- | --- |
| 1.  | Antoniówka, kolonja[18]                  | Łoniów | Sando- mierz      | S. G. Sandomierz |
| 2.  | Bazów, folwark i wieś                    | Łoniów | Sando- mierz      | S. G. Sandomierz |
| 3.  | Bogorja, kolonja[18]                     | Łoniów | Sando- mierz      | S. G. Sandomierz |
| 4.  | Chodków, kolonja[18] i wieś              | Łoniów | Sando- mierz      | S. G. Sandomierz |
| 5.  | Gajówka, leśniczówka                     | Łoniów | Sando- mierz      | S. G. Sandomierz |
| 6.  | Gągolin, wieś                            | Łoniów | Sando- mierz      | S. G. Sandomierz |
| 7.  | Gieraszowice, wieś i kolonja[18]         | Łoniów | Sando- mierz      | S. G. Sandomierz |
| 8.  | Grabina, wieś                            | Łoniów | Sando- mierz      | S. G. Sandomierz |
| 9.  | Jasienica, wieś                          | Łoniów | Sando- mierz      | S. G. Sandomierz |
| 10. | Jeziory, kolonja[18]                     | Łoniów | Sando- mierz      | S. G. Sandomierz |
| 11. | Kąty, kolonja[18]                        | Łoniów | Sando- mierz      | S. G. Sandomierz |
| 12. | Krowia Góra, wieś                        | Łoniów | Sando- mierz      | S. G. Sandomierz |
| 13. | Królewice, wieś                          | Łoniów | Sando- mierz      | S. G. Sandomierz |
| 14. | Lipowiec, osada młyńska                  | Łoniów | Sando- mierz      | S. G. Sandomierz |
| 15. | Łążek, wieś i kolonja[18]                | Łoniów | Sando- mierz      | S. G. Sandomierz |
| 16. | Łoniów, wieś i folwark                   | Łoniów | Sando- mierz      | S. G. Sandomierz |
| 17. | Nietuja, wieś                            | Łoniów | Sando- mierz      | S. G. Sandomierz |
| 18. | Otoka Gągolińska, kolonja[18]            | Łoniów | Sando- mierz      | S. G. Sandomierz |
| 19. | Otoka Grabińska, kolonja[18]             | Łoniów | Sando- mierz      | S. G. Sandomierz |
| 20. | Piaseczno, folwark                       | Łoniów | Sando- mierz      | S. G. Sandomierz |
| 21. | Piotrówka, wieś                          | Łoniów | Sando- mierz      | S. G. Sandomierz |
| 22. | Przewoźnik, wieś                         | Łoniów | Sando- mierz      | S. G. Sandomierz |
| 23. | Ruszcza, wieś i folwark                  | Łoniów | Sando- mierz      | S. G. Sandomierz |
| 24. | Skrobno, folwark                         | Łoniów | Sando- mierz      | S. G. Sandomierz |
| 25. | Skrzypaczowice, wieś i folwark           | Łoniów | Sando- mierz      | S. G. Sandomierz |
| 26. | Skwirzowa, folwark, osada młyńska i wieś | Łoniów | Sando- mierz      | S. G. Sandomierz |
| 27. | Soczówka, kolonja[18]                    | Łoniów | Sando- mierz      | S. G. Sandomierz |
| 28. | Sulisławice, wieś i kolonja[18]          | Łoniów | Sando- mierz      | S. G. Sandomierz |
| 29. | Suliszów, wieś i folwark                 | Łoniów | Sando- mierz      | S. G. Sandomierz |
| 30. | Świniary, wieś                           | Łoniów | Sando- mierz      | S. G. Sandomierz |
| 31. | Świniary (Kamień), kolonja[18]           | Łoniów | Sando- mierz      | S. G. Sandomierz |
| 32. | Świniary Nowe, kolonja[18]               | Łoniów | Sando- mierz      | S. G. Sandomierz |
| 33. | Tarnówka, wieś                           | Łoniów | Sando- mierz      | S. G. Sandomierz |
| 34. | Trzebiesławice, wieś i folwark           | Łoniów | Sando- mierz      | S. G. Sandomierz |
| 35. | Wiktorów, kolonja[18]                    | Łoniów | Sando- mierz      | S. G. Sandomierz |
| 36. | Wnorów, wieś i folwark                   | Łoniów | Sando- mierz      | S. G. Sandomierz |
| 37. | Wojcieszyce, wieś i kolonja[18]          | Łoniów | Sando- mierz      | S. G. Sandomierz |
| 38. | Wólka Gieraszowska, wieś                 | Łoniów | Sando- mierz      | S. G. Sandomierz |
| 39. | Wronów, kolonja[18]                      | Łoniów | Sando- mierz      | S. G. Sandomierz |
| 40. | Wygnanów, wieś                           | Łoniów | Sando- mierz      | S. G. Sandomierz |
| 41. | Wymysłów, wieś                           | Łoniów | Sando- mierz      | S. G. Sandomierz |
| 42. | Zarzecze, kolonja[18]                    | Łoniów | Sando- mierz      | S. G. Sandomierz |
| 43. | Zawidza, wieś i folwark                  | Łoniów | Sando- mierz      | S. G. Sandomierz |
| 44. | Zgórsko, wieś                            | Łoniów | Sando- mierz      | S. G. Sandomierz |
| 45. | Żurawica, wieś i folwark                 | Łoniów | Sando- mierz      | S. G. Sandomierz |
| 1   | 2                                        | 3      | 4                 | 5 |

## Geografia
W XIX wieku Ludwik Wolski spisał ówczesne sobie jeziora Królestwa Polskiego, w tym gminy Łoniów (jest to nazwa unikatowa i niepowtarzalna); obecnie części z nich już nie ma, ale zachował się ich oryginalny opis.

Jeziora w Królestwie Polskiém. (...) Jeziora Gubernii Radomskiéj. (...) Powiat Sandomierski.
Wszystkie jeziora powiatu tego leżą nad samą rzeką Wisłą lub w niewielkiéj od niéj odległości.
(...) W dobrach Swiniary znajdujemy jezioro nazwane Zadnie. Położone na płaszczyźnie rozległéj, w miejscu otwartém, wśród gruntów urodzajnych, więcéj długie a wązkie, ma obszerności morgów 11, głębokości stóp 12. Przez jezioro to przepływa strumień idący od wsi okolicznych i następnie wpada do Wisły. W czasie spadnięcia nawalnych deszczów i stopnienia śniegów wody jeziora tego cokolwiek podnoszą się, lecz z lądów nie występują. Kommunikacyi podziemnéj i źródeł mineralnych nie ma. Woda czysta, cokolwiek zarośnięta trzciną. Poławiają się szczupaki, okunie, karasie, liny i płotki, z czego dochód na rok wynosi rubli srébrem 30. Spławy nie istnieją żadne.
W tychże dobrach Swiniary jeszcze trzy jeziora: Kamień, Żurawskie, Olesna.
Jezioro Kamień. Z trzech jego stron rozciąga się rozległa płaszczyzna, a od zachodu wzgórze na 5 stóp wysokie. Grunta nadbrzeżne urodzajne, twarde. Obszerność jeziora morgów 4, głębokość stóp 12. Do tego jeziora żadna rzeka ani przypływa, ani odpływa; woda w niém zupełnie stojąca. Kommunikacyi podziemnych ani źródeł mineralnych nie ma żadnych. Woda nigdy nie wzbiera, zawsze poziom stale utrzymuje, czysta, słodka, nieco trzciną zarosła. Ryby poławiają się w małéj ilości, z czego dochód na rok wynosi najwięcéj rubli srébrem 3.
Jezioro Żurawskie położone wśród rozległéj płaszczyzny, grunta jego nadbrzeżne są po części piasczyste, wszelako urodzajne. Obszerność tego jeziora dochodzi 15 morgów, a głębokość do 16 stóp. Woda stojąca, znikąd nie przypływa i nigdy nie podnosi się; czysta, smaczna. Kommunikacyj podziemnych i źródeł mineralnych nie ma. Brzegi zarośnięte trzciną i trawą. W ryby mało obfituje; z rybołówstwa na rok najwięcéj rubli srébrem 2 dochodu miéć można. Spławy na tém jeziorze nie odbywają się.
Jezioro Olesna. Grunta nadbrzeżne od strony wschodniej są twarde; z trzech stron pozostałych, bagna i trzęsawiska. Obszerność jeziora morgów 12, głębokość stóp 18. Do jeziora tego żadna woda nie przypływa, ani też z niego odpływa. Woda w jeziorze tém jest brudna, błotem czuć się dająca, trzciną, łozami i innemi chwastami po brzegach zarosła. Kommunikacyi podziemnéj, ani źródeł mineralnych nie ma. W ryby zupełnie nie obfituje. Spławy żadne.
We wsi i gminie Chodków znajduje się jezioro pod nazwiskiem Łacha. Położone na płaszczyźnie rozległéj, w miejscu otwartém, ma obszerności morgów 3, głębokości stóp 12. Grunta nadbrzeżne są urodzajne, twarde. Kommunikacyą ma z rzeką Wisłą, od któréj tylko o kilkanaście kroków jest oddalone. Źródeł mineralnych nie ma. Woda czysta, słodka. Użytków z jeziora żadnych, gdyż połów ryb z powodu wielkiéj głębokości wody i znajdujących się w niéj drzew, przez powodzie naniesionych, jest niepodobny.
Jezioro Słoniawa, w dobrach Przewłoka, położone częścią na płaszczyźnie a częścią w miejscu lesistém. Grunta nadbrzeżne są twarde, urodzajne. Obszerność morgów 30, głębokość stóp 15. Po spadnięciu deszczów ulewnych, lub stopnieniu śniegów na wiosnę, woda cokolwiek podnosi się, jest czysta, słodka, za poruszeniem dna wydaje odór nieprzyjemny, podobny do siarki. Zdaje się, że ma ono podziemną kommunikacyą z rzeką Wisłą, która tylko o pół wiorsty od niego płynie. Ryb w jeziorze tém łowić nie można, gdyż woda jest zarośnięta trzciną i innemi chwastami, i dlatego właściciel żadnych korzyści nie odnosi.
Znajdujące się w tychże dobrach Przewłoka jezioro Przewłockie, obecnie zmieniło się w bagna zarosłe trzciną i chwastami; pod spodem ich jest woda, téj jednak głębokości oznaczyć nie można z przyczyny pływających po niéj kęp zarośli i trzciny. Obszerność wynosi morgów 30. Czy jest rybne, nie wiadomo, gdyż wielkie szuwary, sprawdzić tego nie dozwalają.
(...) Z wyliczenia takowego wypada, że w gubernii radomskiéj jest w ogóle jezior 59, rozległość ich włók 15, morgów 27; w tym: w powiecie sandomierskim jezior 31, rozległość ich włók 11, morgów 7. Wszystko to są jeziora mniejszéj wielkości; największe z nich Kozłowy dół ma obszerności morgów 70, po nim idzie Krzcińskie – morgów 50, daléj Słoniawa i Przewłockie po morgów 30; inne coraz mniejsze.

Ludwik Wolski, Biblioteka Warszawska. Pismo poświęcone naukom, sztukom i przemysłowi, t. I.

## Sołectwa
Bazów, Bogoria, Chodków Nowy, Chodków Stary, Gągolin, Gieraszowice, Jasienica, Jeziory, Kępa Nagnajewska, Krowia Góra, Królewice, Łążek, Łoniów, Łoniów-Kolonia, Otoka, Piaseczno, Przewłoka, Ruszcza-Płaszczyzna, Ruszcza-Kolonia, Skrzypaczowice, Skwirzowa, Sulisławice, Suliszów, Świniary Nowe, Świniary Stare, Trzebiesławice, Wnorów, Wojcieszyce, Wólka Gieraszowska, Zawidza.

## Sąsiednie gminy
Baranów Sandomierski, Klimontów, Koprzywnica, Osiek, Tarnobrzeg